# Unterseeboot 452
L'Unterseeboot 452 ou U-452 est un U-Boot type VIIC utilisé par la Kriegsmarine pendant la Seconde Guerre mondiale.
Le sous-marin fut commandé le 30 octobre 1939 à Kiel (Deutsche Werke), sa quille fut posée le 25 mai 1940, il fut lancé le 29 mars 1941 et mis en service le 29 mai 1941, sous le commandement du Kapitänleutnant Jürgen March.
L'U-452 n'endommagea ou ne coula aucun navire au cours de l'unique patrouille de sept jours qu'il effectua.
Il fut coulé par un avion et un navire de guerre britannique au sud-est de l'Islande, en août 1941.

## Conception
Unterseeboot type VII, l'U-452 avait un déplacement de 769 tonnes en surface et 871 tonnes en plongée. Il avait une longueur totale de 67,10 m, un maître-bau de 6,20 m, une hauteur de 9,60 m, et un tirant d'eau de 4,74 m. Le sous-marin était propulsé par deux hélices de 1,23 m, deux moteurs diesel Germaniawerft M6V 40/46 de 6 cylindres en ligne de 1 400 cv à 470 tr/min, produisant un total de 2 060 à 2 350 kW en surface et de deux moteurs électriques Brown, Boveri & Cie GG UB 720/8 de 375 cv à 295 tr/min, produisant un total 550 kW, en plongée. Le sous-marin avait une vitesse en surface de 17,7 nœuds (32,8 km/h) et une vitesse de 7,6 nœuds (14,1 km/h) en plongée. Immergé, il avait un rayon d'action de 80 milles marins (150 km) à 4 nœuds (7,4 km/h; 4,6 milles par heure), et pouvait atteindre une profondeur de 230 m. En surface son rayon d'action était de 8 500 milles nautiques (soit 15 700 km) à 10 nœuds (19 km/h). 
L'U-452 était équipé de cinq tubes lance-torpilles de 53,3 cm (quatre montés à l'avant et un à l'arrière) qui contenait quatorze torpilles. Il était équipé d'un canon de 8,8 cm SK C/35 (220 coups) et d'un canon antiaérien de 20 mm Flak. Il pouvait transporter 26 mines TMA ou 39 mines TMB. Son équipage comprenait 4 officiers et 40 à 56 sous-mariniers.

## Historique
Il servit dans la 3. Unterseebootsflottille (flottille d'entrainement et de combat) jusqu'à sa perte.
Sa première patrouille au départ de Trondheim le 19 août, se passe dans l'Atlantique Nord. Sept jours plus tard, il fut coulé au sud-est de l'Islande à la position 61° 30′ N, 15° 30′ O, par le HMS Vascama et un Catalina de la 209e escadron de la RAF.
Les 42 membres d'équipage meurent dans cette attaque. 

## Affectations
- 3. Unterseebootsflottille du 29 mai 1941 au 1er août 1941 (Période de formation).
- 3. Unterseebootsflottille du 1er août 1941 au 25 août 1941 (Unité combattante).

## Commandement
- Kapitänleutnant Jürgen March du 29 mai 1941 au 25 août 1941.

## Patrouille
|       | Commandant          | Départ       | Départ    | Arrivée      | Arrivée | Jours   | Succès |
| ----- | ------------------- | ------------ | --------- | ------------ | ------- | ------- | ------ |
| 1     | Kptlt. Jürgen March | 19 août 1941 | Trondheim | 25 aôût 1941 | Coulé   | 7 jours |        |
| Total | Total               | Total        | Total     | Total        | Total   | 7 jours | 0 t    |

Note : Kptlt. = Kapitänleutnant